# Stylolity

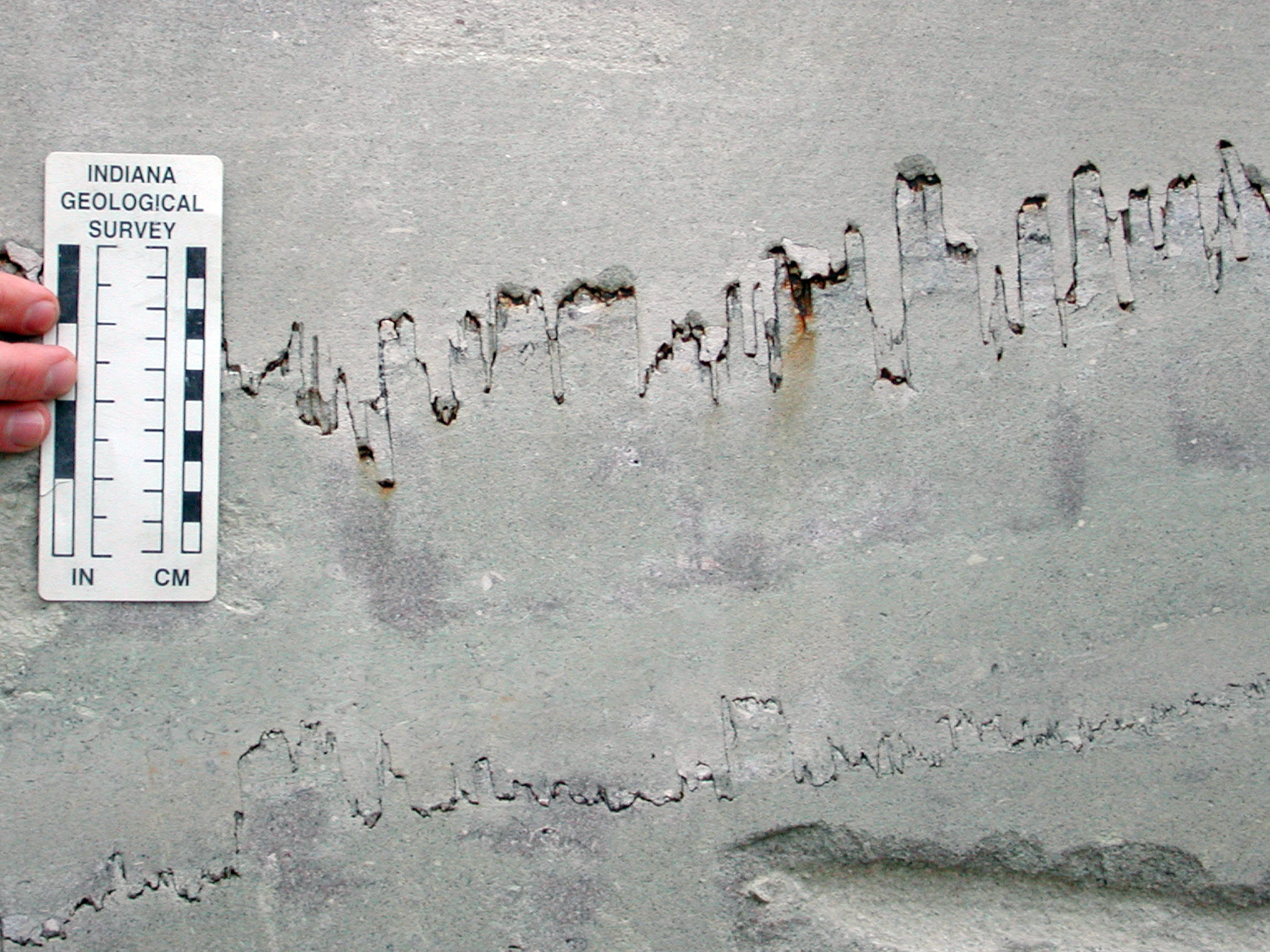
Stylolity w wapieniu z missisipu, Indiana, USA

Stylolity – nierówności na powierzchni skał najczęściej węglanowych (a także solnych, okruchowych, czy krystalicznych) tworzące dodatnie formy (słupkowe, stożkowe, piramidalne). Często współwystępują wraz z warstwami ilastymi lub marglistymi. W przekroju poprzecznym ujawniają się charakterystyczne wzory, które nazywane są szwami stylolitowymi.
Według W.C. Parka i E.H. Schota (1962) dzieli się je na:
- horyzontalne
- horyzontalne cięte pochylonymi
- siatkowe

Wyróżnia się też inny podział na:
- litostatyczne
- tektoniczne

Stylolity powstają w wyniku procesów tektonicznych, ruchów epejrogenicznych, kompakcji osadów, cyrkulacji roztworów w ośrodku skalnym. Stylolity są drogami migracji dla roztworów i substancji. Najczęściej występują na powierzchniach warstwowania.